# Tralcao
Tralcao corresponde a una localidad rural en la comuna de Mariquina, Provincia de Valdivia, Región de Los Ríos, Chile, ubicada en la ribera norte del Río Pichoy,  tributario del Río Cruces.

## Servicios
Inipulli posee la Escuela Rural de Tralcao la cual posee conectividad desde el año 2016, permitiendo con ello acortar la brecha digital de esta comunidad escolar.

## Turismo
Esta localidad se encuentra próxima al Santuario de la Naturaleza Carlos Anwandter, por lo que es fácil observar en sus alrededores abundantes aves como los cisnes de cuello negro, garzas, patos y otras especies acuáticas del humedal formado por el Estero Santa María y el Río Cruces.
En Tralcao se celebra todos los años la Feria de la Cultura y de la Cereza.
En esta localidad no existen servicios de alojamiento registrados.

## Accesibilidad y transporte
A esta localidad se accede desde Valdivia por la Ruta 205 CH y luego a través de la Ruta T-298 que  bordea la ribera norte del río Pichoy. Tralcao se encuentra a 25,1 km de San José de la Mariquina.
En las cercanías este sector se ubica el Aeródromo Pichoy.